# Isabel Naftel
Isabel Naftel, de soltera Oakley, (Derby, 1832 - 1912) fue una artista británica conocida por sus pinturas de retratos, género y paisajes.

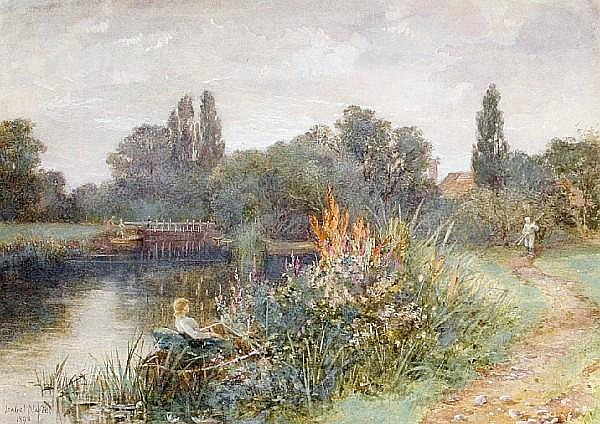
Waiting (1890)

## Trayectoria
Naftel fue la menor de las tres hijas del artista Octavius Oakley, con base en Derby, y su esposa Maria Moseley. Sus pinturas de género y retratos, así como los paisajes de la costa sur inglesa y las Islas del Canal, se exhibieron con regularidad en Londres durante la época victoriana.  Entre 1857 y 1891, se aceptaron 54 obras de Naftel para su exhibición pública. Diez de sus pinturas se incluyeron en exposiciones de la Royal Academy of Arts. Además, 13 obras de Naftel fueron aceptadas por la Royal Society of British Artists y nueve, por la Royal Watercolor Society. Entre sus obras exhibidas en la Royal Academy of Arts se encuentran A Little Red Riding Hood en 1862, Musing en 1869 y A Sark Cottage en 1885. También se expusieron obras suyas en la Grosvenor Gallery y la New Gallery.
En 1853, Naftel se casó con el artista Paul Jacob Naftel. Posteriormente la pareja tuvo una hija, Maud, que también fue una artista notable.